# 第83回アカデミー賞
第83回アカデミー賞（だい83かいアカデミーしょう）は、2011年2月27日に発表・授賞式が行われた。司会は俳優のジェームズ・フランコとアン・ハサウェイ。今回のノミネートは2011年1月25日午前5時38分（PST）にサミュエル・ゴールドウィン・シアターで発表された。

## 主な日程
以下の時間は全てPST（太平洋標準時）である。
- 2010年
  - 12月1日 - 候補投票の用紙を発送
  - 12月27日 - 候補投票の締め切り （午後5時）
- 2011年
  - 1月25日 - 候補を発表 （午前5時30分）
  - 2月2日 - 最終投票の用紙を発送
  - 2月12日 - 科学技術賞の授賞式を開催
  - 2月22日 - 最終投票の締め切り （午後5時）
  - 2月27日 - 第83回アカデミー賞の授賞式を開催

## 候補と受賞の一覧
太字は受賞である。
また、以下での人名表記は
1. 作品の日本語公式情報およびAMPAS公式サイトの日本版とWOWOWによる授賞式放送での表記に準ずる。
2. 見当たらない場合はデータベースサイトなどを参考。
3. それでもない場合は英語表記のままとする。

| 作品賞 | 監督賞 |
| --- | --- |
| - 『英国王のスピーチ』 – イアン・カニング、エミール・シャーマン、ガレス・アンウィン - 『ブラック・スワン』 – スコット・フランクリン、マイク・メダヴォイ、ブライアン・オリヴァー - 『ザ・ファイター』 – デヴィッド・ホバーマン、トッド・リーバーマン、マーク・ウォールバーグ - 『インセプション』 – クリストファー・ノーラン、エマ・トーマス - 『キッズ・オールライト』 – ゲイリー・ギルバート、ジェフリー・レヴィ＝ヒント、セリーヌ・ラトレイ - 『127時間』 – ダニー・ボイル、クリスチャン・コルソン - 『ソーシャル・ネットワーク』 – デイナ・ブルネッティ、セアン・チャフィン、マイケル・デ・ルカ、スコット・ルーディン - 『トイ・ストーリー3』 – ダーラ・K・アンダーソン - 『トゥルー・グリット』 – イーサン・コーエン、ジョエル・コーエン、スコット・ルーディン - 『ウィンターズ・ボーン』 – アン・ロゼリーニ、アリックス・マディガン | - トム・フーパー – 『英国王のスピーチ』 - ダーレン・アロノフスキー – 『ブラック・スワン』 - デヴィッド・O・ラッセル – 『ザ・ファイター』 - デヴィッド・フィンチャー – 『ソーシャル・ネットワーク』 - ジョエル＆イーサン・コーエン – 『トゥルー・グリット』 |
| 主演男優賞 | 主演女優賞 |
| - コリン・ファース – 『英国王のスピーチ』 - ハビエル・バルデム – 『BIUTIFUL ビューティフル』 - ジェフ・ブリッジス – 『トゥルー・グリット』 - ジェシー・アイゼンバーグ – 『ソーシャル・ネットワーク』 - ジェームズ・フランコ – 『127時間』 | - ナタリー・ポートマン – 『ブラック・スワン』 - アネット・ベニング - 『キッズ・オールライト』 - ニコール・キッドマン – 『ラビット・ホール』 - ジェニファー・ローレンス – 『ウィンターズ・ボーン』 - ミシェル・ウィリアムズ – 『ブルーバレンタイン』 |
| 助演男優賞 | 助演女優賞 |
| - クリスチャン・ベール – 『ザ・ファイター』 - ジョン・ホークス – 『ウィンターズ・ボーン』 - ジェレミー・レナー – 『ザ・タウン』 - マーク・ラファロ – 『キッズ・オールライト』 - ジェフリー・ラッシュ – 『英国王のスピーチ』 | - メリッサ・レオ - 『ザ・ファイター』 - エイミー・アダムス - 『ザ・ファイター』 - ヘレナ・ボナム＝カーター – 『英国王のスピーチ』 - ヘイリー・スタインフェルド – 『トゥルー・グリット』 - ジャッキー・ウィーヴァー – 『アニマル・キングダム』 |
| 脚本賞 | 脚色賞 |
| - デヴィッド・サイドラー – 『英国王のスピーチ』 - マイク・リー – 『家族の庭』 - スコット・シルヴァー、ポール・タマシー、エリック・ジョンソン – 『ザ・ファイター』 - クリストファー・ノーラン – 『インセプション』 - リサ・チョロデンコ、スチュアート・ブルムバーグ – 『キッズ・オールライト』 | - アーロン・ソーキン – 『ソーシャル・ネットワーク』（原作: ベン・メズリック著『facebook 世界最大のSNSでビル・ゲイツに迫る男』） - ダニー・ボイル、サイモン・ボーファイ – 『127時間』（原作: アーロン・ラルストン著『アーロン・ラルストン 奇跡の6日間』） - マイケル・アーント、ジョン・ラセター、アンドリュー・スタントン、リー・アンクリッチ – 『トイ・ストーリー3』（キャラクター創造: 『トイ・ストーリー』、『トイ・ストーリー2』） - ジョエル＆イーサン・コーエン – 『トゥルー・グリット』（原作: チャールズ・ポーティス著『勇気ある追跡』） - デブラ・グラニック、アン・ロッセリーニ – 『ウィンターズ・ボーン』（原作: ダニエル・ウッドレル著『ウィンターズ・ボーン』） |
| 長編アニメ映画賞 | 外国語映画賞 |
| - 『トイ・ストーリー3』 – リー・アンクリッチ - 『ヒックとドラゴン』 – クリス・サンダース、ディーン・デュボア - 『イリュージョニスト』– シルヴァン・ショメ | - 『未来を生きる君たちへ』（ デンマーク） - デンマーク語、スウェーデン語、英語 – スサンネ・ビア - 『BIUTIFUL ビューティフル』（ メキシコ）- スペイン語、英語 – アレハンドロ・ゴンサレス・イニャリトゥ - 『籠の中の乙女』（ ギリシャ） - ギリシア語 – ヨルゴス・ランティモス - 『灼熱の魂』（ カナダ） - フランス語、アラビア語 – ドゥニ・ヴィルヌーヴ - Outside the Law （ アルジェリア） - フランス語、アラビア語 – ラシッド・ブシャール |
| 長編ドキュメンタリー映画賞 | 短編ドキュメンタリー映画賞 |
| - 『インサイド・ジョブ 世界不況の知られざる真実』 – チャールズ・ファーガソン、オードリー・マーズ - 『イグジット・スルー・ザ・ギフトショップ』 – バンクシー、Jaimie D'Cruz - 『ガスランド』 – ジョシュ・フォックス、トリッシュ・アドレシック - 『レストレポ 〜アフガニスタンで戦う兵士たちの記録〜』 – ティム・ヘザリントン、セバスチャン・ユンガー - 『ヴィック・ムニーズ/ごみアートの奇跡』 – ルーシー・ウォーカー、アンガス・エインズリー | - Strangers No More – Karen Goodman、Kirk Simon - Killing in the Name – Jed Rothstein - Poster Girl – Sara Nesson - Sun Come Up – Jennifer Redfearn、Tim Metzger - The Warriors of Qiugang – Ruby Yang、Thomas Lennon |
| 短編映画賞 | 短編アニメ賞 |
| - God of Love – Luke Matheny - The Confession – Tanel Toom - The Crush – Michael Creagh - Na Wewe – Ivan Goldschmidt - Wish 143 – Ian Barnes | - The Lost Thing – Andrew Ruhemann、Shaun Tan - 『デイ&ナイト』 – テディ・ニュートン - 『グラファロ もりでいちばんつよいのは?』 – Max Lang、Jakob Schuh - Let's Pollute – Geefwee Boedoe - Madagascar, a Journey Diary – Bastien Dubois |
| 作曲賞 | 歌曲賞 |
| - 『ソーシャル・ネットワーク』 – トレント・レズナー、アッティカス・ロス - 『127時間』 – A・R・ラフマーン - 『ヒックとドラゴン』 – ジョン・パウエル - 『インセプション』 – ハンス・ジマー - 『英国王のスピーチ』 – アレクサンドル・デプラ | - 「僕らはひとつ」 - 『トイ・ストーリー3』 – ランディ・ニューマン - "Coming Home" - 『カントリー・ストロング』 – Bob DiPiero、トム・ダグラス ヒラリー・リンジー、Troy Verges - "If I Rise" - 『127時間』 – A・R・ラフマーン、ロロ・アームストロング、ダイド - 「輝く未来」 - 『塔の上のラプンツェル』 – アラン・メンケン、グレン・スレーター |
| 音響編集賞 | 録音賞 |
| - 『インセプション』 – リチャード・キング - 『トイ・ストーリー3』 – トム・メイヤーズ、マイケル・シルヴァース - 『トロン: レガシー』 – グウェンドリン・イェーツ・ホイットル、アディソン・ティーグ - 『トゥルー・グリット』 – スキップ・リーヴセイ、クレイグ・バーキー - 『アンストッパブル』 – マーク・P・ストッキンジャー | - 『インセプション』 – ローラ・ハーシュバーグ、ゲイリー・リッツオ、エド・ノヴィック - 『英国王のスピーチ』 – ポール・ハンブリン、マーティン・ジェンセン、ジョン・ミッドグレイ - 『ソルト』 – ジェフリー・J・ハボウシュ、グレッグ・P・ラッセル、スコット・ミラン、ウィリアム・サロキン - 『ソーシャル・ネットワーク』 – レン・クライス、デヴィッド・パーカー、マイケル・セマニック、マーク・ウェインガーテン - 『トゥルー・グリット』 – スキップ・リーヴセイ、クレイグ・バーキー、グレッグ・オルロフ、ピーター・カーランド |
| 美術賞 | 撮影賞 |
| - 『アリス・イン・ワンダーランド』 – 美術監督: ロバート・ストロンバーグ; 装置監督: カレン・オハラ - 『ハリー・ポッターと死の秘宝 PART1』 – 美術監督: スチュアート・クレイグ; 装置監督: ステファニー・マクミラン - 『インセプション』 – 美術監督: ガイ・ヘンドリックス・ディアス; 装置監督: ラリー・ディアス、ダグ・モワット - 『英国王のスピーチ』 – 美術監督: イヴ・スチュワート; 装置監督: ジュディ・ファー - 『トゥルー・グリット』 – 美術監督: ジェス・ゴンコール; 装置監督: ナンシー・ヘイグ | - 『インセプション』 – ウォーリー・フィスター - 『ブラック・スワン』 – マシュー・リバティーク - 『英国王のスピーチ』 – ダニー・コーエン - 『ソーシャル・ネットワーク』 – ジェフ・クローネンウェス - 『トゥルー・グリット』 – ロジャー・ディーキンス |
| メイクアップ賞 | 衣裳デザイン賞 |
| - 『ウルフマン』 – リック・ベイカー、デイヴ・エルシー - 『バーニーズ・バージョン ローマと共に』 – Adrien Morot - 『ウェイバック -脱出6500km-』 – エドワード・ヘンリクス3世、Gregory Funk、ヨランダ・トゥシエング | - 『アリス・イン・ワンダーランド』 – コリーン・アトウッド - 『ミラノ、愛に生きる』 – アントネッラ・カナロッツィ - 『英国王のスピーチ』 – ジェニー・ビーヴァン - 『テンペスト』 – サンディ・パウエル - 『トゥルー・グリット』 – メアリー・ゾフレス |
| 編集賞 | 視覚効果賞 |
| - 『ソーシャル・ネットワーク』 – アンガス・ウォール、カーク・バクスター - 『ブラック・スワン』 – アンドリュー・ワイスブラム - 『ザ・ファイター』 – パメラ・マーティン - 『英国王のスピーチ』 – タリク・アンウォー - 『127時間』 – ジョン・ハリス | - 『インセプション』 – ポール・フランクリン、クリス・コーボールド、アンドリュー・ロックリー、ピーター・ベッブ - 『アリス・イン・ワンダーランド』 – ケン・ローストン、デヴィッド・ショーブ、キャリー・ヴィレガス、ショーン・フィリップス - 『ハリー・ポッターと死の秘宝 PART1』 – ティム・バーク、ジョン・リチャードソン、クリスチャン・マンツ、ニコラス・アイターディー - 『ヒア アフター』 – マイケル・オーウェン、ブライアン・グリル、スティーヴン・トロヤンスキ、ジョー・ファレル - 『アイアンマン2』 – ジャネク・サーズ、ベン・スノウ、ゲド・ライト、ダン・サディック |

### アカデミー名誉賞
- ケヴィン・ブラウンロー
- ジャン＝リュック・ゴダール
- イーライ・ウォラック

### アービング・G・タルバーグ賞
- フランシス・フォード・コッポラ

### 統計

#### 複数候補作品
- 12: 『英国王のスピーチ』
- 10: 『トゥルー・グリット』
- 8: 『インセプション』、『ソーシャル・ネットワーク』
- 7: 『ザ・ファイター』
- 6: 『127時間』
- 5: 『ブラック・スワン』、『トイ・ストーリー3』
- 4: 『キッズ・オールライト』、『ウィンターズ・ボーン』
- 3: 『アリス・イン・ワンダーランド』
- 2: 『BIUTIFUL ビューティフル』、『ハリー・ポッターと死の秘宝 PART1』、『ヒックとドラゴン』

#### 複数受賞作品
- 4: 『英国王のスピーチ』、『インセプション』
- 3: 『ソーシャル・ネットワーク』
- 2: 『ザ・ファイター』、『トイ・ストーリー3』、『アリス・イン・ワンダーランド』